# Fhána
Fhána (пишеться з малої: fhána) — японський поп-гурт. Створений 2012 року. Випустивши один альбом як інді-гурт, наступного року вони підписали контракт з Lantis. Дебютний сингл «Que Sera Sera» вийшов в серпні того ж року.

## Історія
В перший склад гурту Fhána входили Дзюнʼіті Сато, Юкі "yuxuki" Ваґа та Кевін Міцунаґа. Кожен з них до цього був учасником окремих незалежних гуртів. Спочатку у Fhána не було постійного вокаліста, тож пісні співали запрошені. Назва групи походить з гойдельских мов та означає "схил". Fhána випустили свій перший альбом «New World Line» 18 травня 2012 року з чотирма запрошеними вокалістами: Макіко Нака, Тована, IA (Vocaloid на основі голосу співачки LIA) і Аоі Тада. Наприкінці 2012 року Towana стала постійною вокалісткою гурту. Fhána підписали контракт з Lantis 2013 року, та 21 серпня випустили свій дебютний сингл "Que Sera Sera" (яп. ケセラセラ, Ke Sera Sera). Ця пісня використовується як кінцева тема аніме-серіалу 2013 року «Uchouten Kazoku».
Другий сингл гурту «Tiny Lamp» вийшов 23 листопада 2013 року; пісня використовується як початкова тема для аніме-серіалу 2013 року «Gingitsune». Їхній третій сингл «Divine Intervention» вийшов 22 січня 2014 року; пісня використовується як початкова тема аніме-серіалу «Witchcraft Works» 2014 року. Четвертий сингл "Itsuka no, Ikutsuka no Kimi to no Sekai" (яп. いつかの、いくつかのきみとのせかい)  вийшов 30 квітня 2014 року; пісня використовується як початкова тема для аніме-серіалу «Bokura wa Minna Kawai-sō». 28 травня 2014 року гурт випустив оновлену версію свого першого альбому «View from New World Line» на iTunes. П'ятий сингл гурту "Hoshikuzu no Interlude" (яп. 星屑のインターリュード)  вийшов 5 листопада 2014 року; пісня використовується як кінцева тема аніме-серіалу «Sora no Method» 2014 року. 4 лютого 2015 року вийшов новий альбом Fhána «Outside of Melancholy».
Шостий сингл Fhána "Wonder Stella" (яп. ワンダーステラ) вийшов 5 серпня 2015 року; пісня використовується як початкова тема аніме-серіалу «Fate/kaleid liner Prisma Illya 2wei Herz!». Сьомий сингл Fhána "Comet Lucifer (The Seed and the Sower)" (яп. コメットルシファー ～The Seed and the Sower～) вийшов 28 жовтня 2015 року; пісня використовується як початкова тема аніме-серіалу «Comet Lucifer». Восьмий сингл Fhána "Niji o Ametara" (яп. 虹を編めたら) вийшов 27 січня 2016 року; пісня використовується як початкова тема аніме-серіалу «Haruchika». Другий студійний альбом Fhána «What a Wonderful World Line» вийшов 27 квітня 2016 року.
Дев'ятий сингл гурту «Calling» вийшов 3 серпня 2016 року; пісня використовується як кінцева пісня до аніме-серіалу 2016 року «Tales of Zestiria the X». Десятий сингл гурту "Aozora no Rhapsody" (яп. 青空のラプソディ, Aozora no Rapusodi) вийшов 25 січня 2017 року; пісня використовується як початкова тема аніме-серіалу «Драконопокоївка пані Кобаяші» 2017 року. 11-й сингл Fhána "Moon River" (яп. ムーンリバー) вийшов 26 квітня 2017 року; пісня використовується як кінцева тема другого сезону «Uchouten Kazoku». Їхній 12-й сингл "Hello! My World!!" вийшов 2 серпня 2017 року; пісня використовується як початкова тема аніме-серіалу «Knight's & Magic» 2017 року. 13-й сингл гурту «Watashi no Tame no Monogatari (My Uncompleted Story)» (яп. わたしのための物語 〜My Uncompleted Story〜) вийшов 31 січня 2018 року; пісня використовується як початкова тема аніме-серіалу 2018 року «Märchen Mädchen». Третій студійний альбом Fhána «World Atlas» вийшов 28 березня 2018 року 
Їхній 14-й сингл «Boku o Mitsumete» (яп. 僕を見つけて)  вийшов 7 серпня 2019 року, а 15-й сингл «Hoshi o Atsumete» (яп. 星をあつめて) —26 лютого 2020 року. Згодом Fhána випустила три цифрові сингли: «Pathos» 18 грудня 2020 року, «Ethos» 12 березня 2021 року та «Nameless Color» 9 квітня 2021 року. «Nameless Color» представлено в ритмічній грі від Square Enix «Show By Rock!!». 16-й сингл Fhána «Ai no Supreme!» (яп. 愛のシュプリーム)  вийшов 7 липня 2021 року; пісня використовується як початкова тема другого сезону аніме-серіалу «Драконопокоївка пані Кобаяші».
10 березня 2022 року Fhána оголосили, що термін їх контракту з Lantis закінчився, і вони підписали контракт з Nippon Columbia. 25 травня вийшов їхній 17-й сингл загалом та перший сингл на новому лейблі «Runaway World». У листопаді того ж року гурт оголосив, що yuxuki покине Fhána в січні 2023 року, його останнім концертом із гуртом став Fhána Cipher Live Tour 2022 у Нагої.
Дві пісні гурту, «Eien to Iu Hikari» (яп. 永遠という光) та «Last Pages», використовувались як початкова та кінцева теми відповідно візуальної новели «One» 2023 року. Обидві пісні включено до першого EP гурту «Beautiful Dreamer», що вийшов 20 грудня 2023 року. На честь випуску свого першого міні-альбому в січні 2024 року гурт провів тур Beautiful Dreamer ASIA Tour 2024 у Південній Кореї, Тайвані та Токіо, що також став їх першим живим виступом за межами Японії.

## Учасники гурту
Поточні
- Дзюнʼіті Сато – клавішні, бек-вокал
- Кевін Міцунаґа – семплер, металофон, синтезатори, бек-вокал
- Тована – вокал, мелодика

Колишні
- Юкі Ваґа — гітара (2012–2023)

## Дискографія

### Альбоми

#### Студійні альбоми
| Рік  | Інформація | Найвища позиція в чарті Oricon |
| ---- | --- | ------------------------------ |
| 2012 | «New World Line» - Дата випуску: 18 травня 2012 - Формат: CD                                                              | —                              |
| 2014 | «View from New World Line» - Дата випуску: 28 травня 2014 - Формат: Цифрова дистрибуція                                   | —                              |
| 2015 | «Outside of Melancholy» - Дата випуску: 4 лютого 2015 - Лейбл: Lantis (LACA-15473, LACA-35473) - Формат: CD, CD+BD        | 8                              |
| 2016 | «What a Wonderful World Line» - Дата випуску: 27 квітня 2016 - Лейбл: Lantis (LACA-15557, LACA-35557) - Формат: CD, CD+BD | 22                             |
| 2018 | «World Atlas» - Дата випуску: 28 березня 2018 - Лейбл: Lantis (LACA-15713, LACA-35713) - Формат: CD, CD+BD                | 30                             |
| 2022 | «Cipher» - Дата випуску: 27 квітня 2022 - Лейбл: Lantis - Формат: CD                                                      | 35                             |

#### Збірки
| Рік  | Інформація                                                                                            | Найвища позиція в чарті Oricon |
| ---- | --- | ------------------------------ |
| 2018 | «Stories» - Дата випуску: 12 грудня 2018 - Лейбл: Lantis (LACA-15765, LACA-35765) - Формат: CD, CD+BD | 34                             |

#### EP
| Рік  | Інформація | Найвища позиція в чарті Oricon |
| ---- | --- | ------------------------------ |
| 2023 | «Beautiful Dreamer» - Дата випуску: 20 грудня 2023 - Лейбл: Nippon Columbia (COCX-42155, COZX-2063) - Формат: CD, CD+DVD | —                              |

### Сингли
| Рік  | Пісня                                                  | Найвища позиція в чарті Oricon | Альбом                        |
| ---- | ------------------------------------------------------ | ------------------------------ | ----------------------------- |
| 2013 | «Que Sera Sera»                                        | 111                            | «Outside of Melancholy»       |
| 2013 | «Tiny Lamp»                                            | 84                             | «Outside of Melancholy»       |
| 2014 | «Divine Intervention»                                  | 52                             | «Outside of Melancholy»       |
| 2014 | «Itsuka no, Ikutsuka no Kimi to no Sekai»              | 41                             | «Outside of Melancholy»       |
| 2014 | «Hoshikuzu no Interlude»                               | 22                             | «Outside of Melancholy»       |
| 2015 | «Wonder Stella»                                        | 53                             | «What a Wonderful World Line» |
| 2015 | «Comet Lucifer (The Seed and the Sower)»               | 55                             |                               |
| 2016 | «Niji o Ametara»                                       | 46                             |                               |
| 2016 | «Calling»                                              | 42                             | «World Atlas»                 |
| 2017 | «Aozora no Rhapsody»                                   | 24                             | «World Atlas»                 |
| 2017 | «Moon River»                                           | 53                             | «World Atlas»                 |
| 2017 | «Hello! My World!!»                                    | 31                             | «World Atlas»                 |
| 2018 | «Watashi no Tame no Monogatari (My Uncompleted Story)» | 49                             | «World Atlas»                 |
| 2019 | «Boku o Mitsumete»                                     | 76                             | Сингл без альбому             |
| 2020 | «Hoshi o Atsumete»                                     | 41                             | Сингл без альбому             |
| 2021 | «Ai no Supreme!»                                       | 31                             | Сингл без альбому             |
| 2023 | «Runaway World»                                        | —                              | Сингл без альбому             |

#### Цифрові сингли
| Рік  | Пісня            | Альбом   |
| ---- | ---------------- | -------- |
| 2020 | «Pathos»         | «Cipher» |
| 2021 | «Ethos»          | «Cipher» |
| 2021 | «Nameless Color» | «Cipher» |

### Кліпи
| Рік                 | Пісня                                        | Режисер                                                |
| ------------------- | -------------------------------------------- | ------------------------------------------------------ |
| 2013                | «Que Sera Sera»                              | Фукуі Хідеакі                                          |
| 2013                | «Tiny Lamp»                                  | Фукуі Хідеакі                                          |
| 2014                | «Divine Intervention»                        | Фукуі Хідеакі                                          |
| 2014                | «Itsuka no, Ikutsuka no Kimi to no Sekai»    | Фукуі Хідеакі                                          |
| 2014                | «Kotonoha Breakdown»                         | Охасі Такасі                                           |
| 2014                | «Machi wa Kanaderu»                          | Тіаі Йосуке                                            |
| 2014                | «Hikari Mau Fuyu no Hi ni»                   | Ta-k                                                   |
| 2014                | «Hoshikuzu no Interlude»                     | Кодзіма Такаюкі                                        |
| 2015                | «Outside of Melancholy (Yūutsu no Mukōgawa)» | Кодзіма Такаюкі                                        |
| 2015                | «Lyrical Sentence»                           | Арамакі Кодзі                                          |
| 2015                | «Wonder Stella»                              | Окава Сін                                              |
| 2015                | «Comet Lucifer (The Seed and the Sower)»     | Кондо Катсудзі                                         |
| 2016                | «Niji o Ametara»                             | SQRT                                                   |
| 2016                | «What a Wonderful World Line»                | Фукуі Хідеакі                                          |
| 2016                | «Calling»                                    | SQRT                                                   |
| 2017                | «Aozora no Rhapsody»                         | Фудзіта Дайсуке                                        |
| «Moon River»        | Н/Д                                          |                                                        |
| «Hello! My World!!» | Н/Д                                          |                                                        |
| 2018                | Н/Д                                          | «Watashi no Tame no Monogatari (My Uncompleted Story)» |
| 2021                | «Nameless Color»                             | Омі Хіроюкі                                            |
| 2021                | «Ai no Supreme!»                             | Фудзіта Дайсуке                                        |

### Інше
| Рік  | Пісня | Альбом                                         | Опис                                               | Прим.  |
| ---- | --- | ---------------------------------------------- | -------------------------------------------------- | ------ |
| 2013 | «Que Sera Sera» | «Uchōten Kazoku Original Soundtrack»           | ТБ-версія пісні з аніме «The Eccentric Family».    | [ 43 ] |
| 2013 | «Tiny Lamp» | «Gingitsune Original Soundtrack»               | ТБ-версія пісні з аніме «Gingitsune».              | [ 44 ] |
| 2014 | «Divine Intervention» | «Witch Craft Works Original Soundtrack»        | ТБ-версія пісні з аніме «Witch Craft Works»        | [ 45 ] |
| 2014 | «Itsuka no, Ikutsuka no Kimi to no Sekai» | «Bokura wa Minna Kawai-Sō Original Soundtrack» | ТБ-версія пісні з аніме «Bokura wa Minna Kawai-sō» | [ 46 ] |
| 2014 | «Sonata to Interlude (Instrumental)» «Hoshi no Kakera» «Yakusoku no Nocturne (Acappella with Strings)» «Yakusoku no Nocturne» «Haru o Matte (Joyeux Noel!) (Acappella with Strings)» «Haru o Matte (Joyeux Noel!)» «Hoshikuzu no Interlude (Acappella with Strings)» «Sora no Method (Quote from Stardust Interlude)» | «Sonata to Interlude»                          | Альбом з image song з аніме «Celestial Method»     | [ 47 ] |